# Ivanique Kemp
Ivanique Kemp (sinh ngày 11 tháng 6 năm 1999, New Providence, Bahamas) là một vận động viên nữ người Bahamas. Cô đã tham gia Thế vận hội Mùa hè 2012 tại London cho sự kiện vượt rào 100m của phụ nữ. Cô đã vượt qua vòng bán kết với thời gian 13,51 giây ở đường chạy số 2. Trong trận bán kết, cô đã ghi lại khoảng thời gian nghèo hơn là 13,56 giây và đứng cuối cùng trong trận bán kết thứ hai. Đây là tồi tệ hơn nhiều so với 13,13 giây cá nhân tốt nhất của cô.